# Sphere (Las Vegas)
De Sphere, voluit de Sphere at the Venetian Resort genoemd, is een bolvormig muziek- en entertainmentgebouw in de Amerikaanse stad Las Vegas, dicht bij de Las Vegas Strip en het hotel annex casino The Venetian. Het gebouw is ontworpen door architectenbureau Populous en biedt plaats aan 18.600 bezoekers. De Sphere werd geopend op 29 september 2023 met een concert van de Ierse rockband band U2.

## Geschiedenis
Het project, toen nog onder de naam MSG Sphere, werd begin 2018 door projectontwikkelaars Madison Square Garden Co. en Las Vegas Sands Corp. aangekondigd. De bouw werd in september 2018 aangevangen. De eigenaar van de locatie, Madison Square Garden, splitste zich in april 2023 op in twee bedrijven, waarbij Sphere Entertainment Company het eigendom overnam en het gebouw werd omgedoopt tot Sphere.
De Sphere werd uiteindelijk op 29 september 2023 geopend en de totale kosten zijn geschat op 2,3 miljard dollar. Daarmee was het project twee jaar later opgeleverd dan gepland en kwamen de kosten 1 miljard dollar boven begroting uit.

## Kenmerken
De Sphere is 112 meter hoog en 157 meter breed in diameter. Het theater heeft aan de buitenzijde 54.000 vierkante meter aan led-schermen, opgebouwd uit 1,2 miljoen led-lampen. Aan de binnenzijde is een led-scherm van 15.000 vierkante meter met een beeldresolutie van 16K geplaatst, bij oplevering het grootste en scherpste scherm ter wereld. Het geluid wordt verzorgd door 167.000 individueel versterkte luidsprekers. 

## Galerij

De Sphere
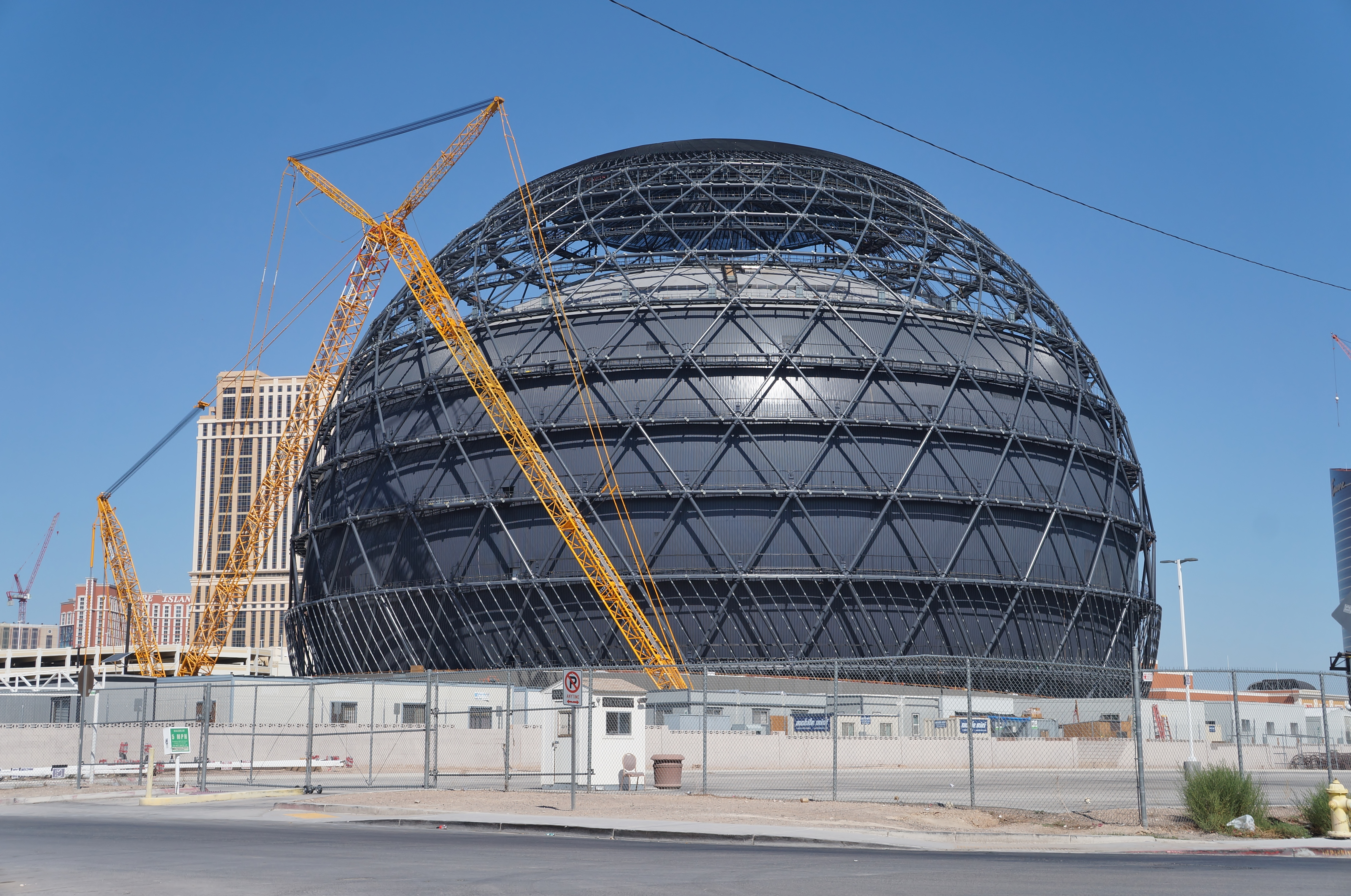
Bouw van de Sphere
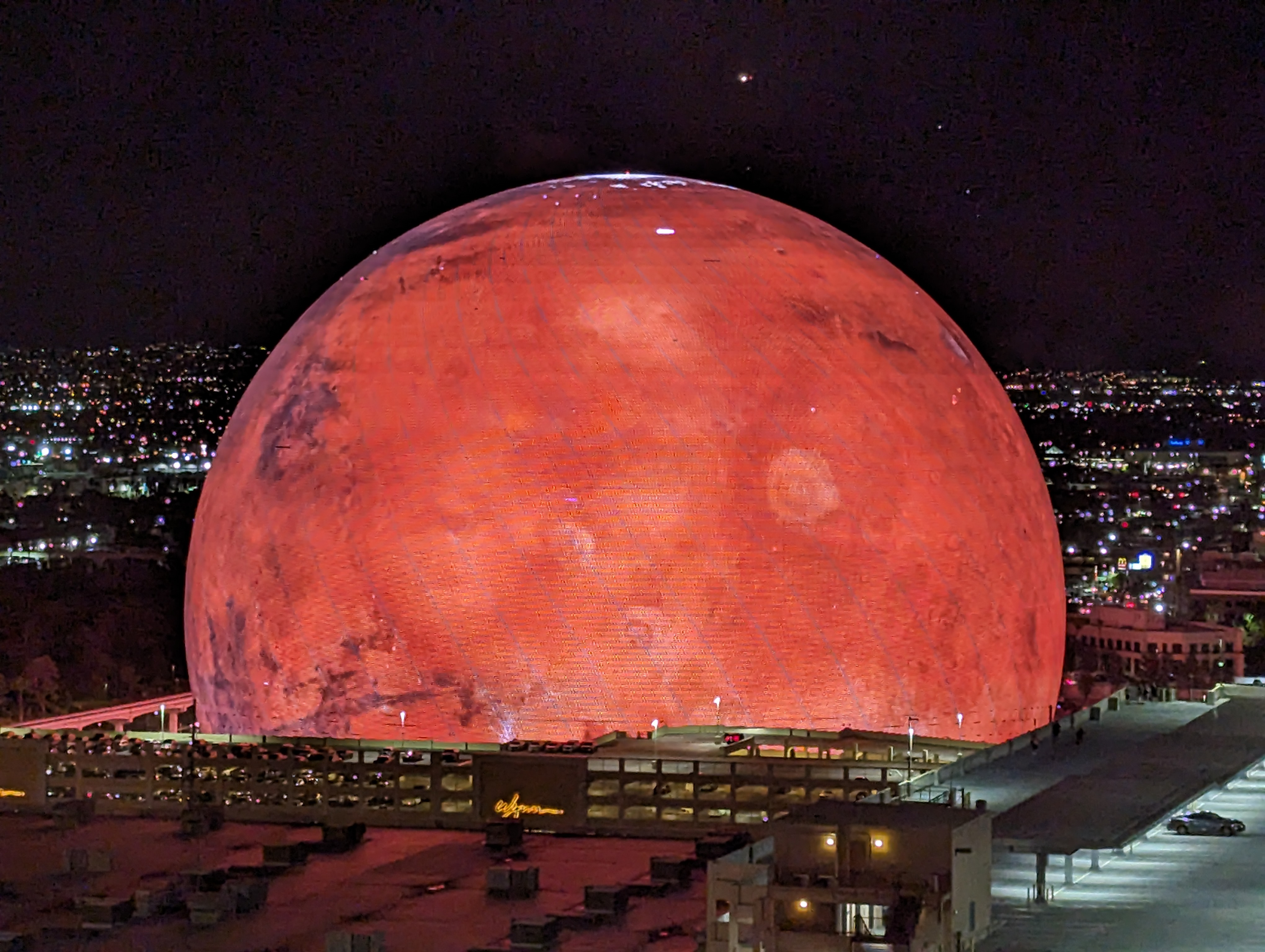
De externe led-panelen verlicht om planeet Mars weer te geven
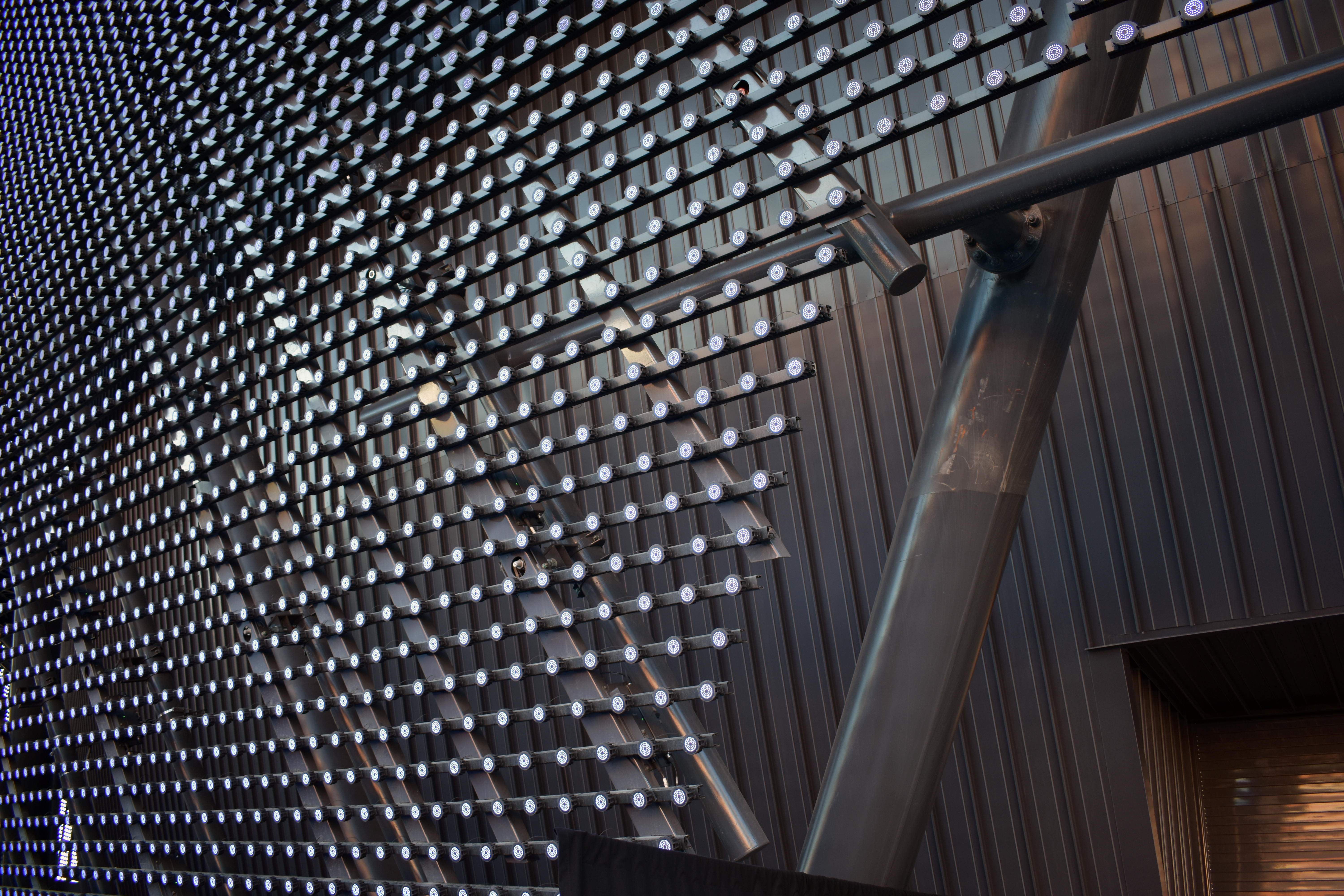
Close-up van de ledlampen die de Sphere verlichten
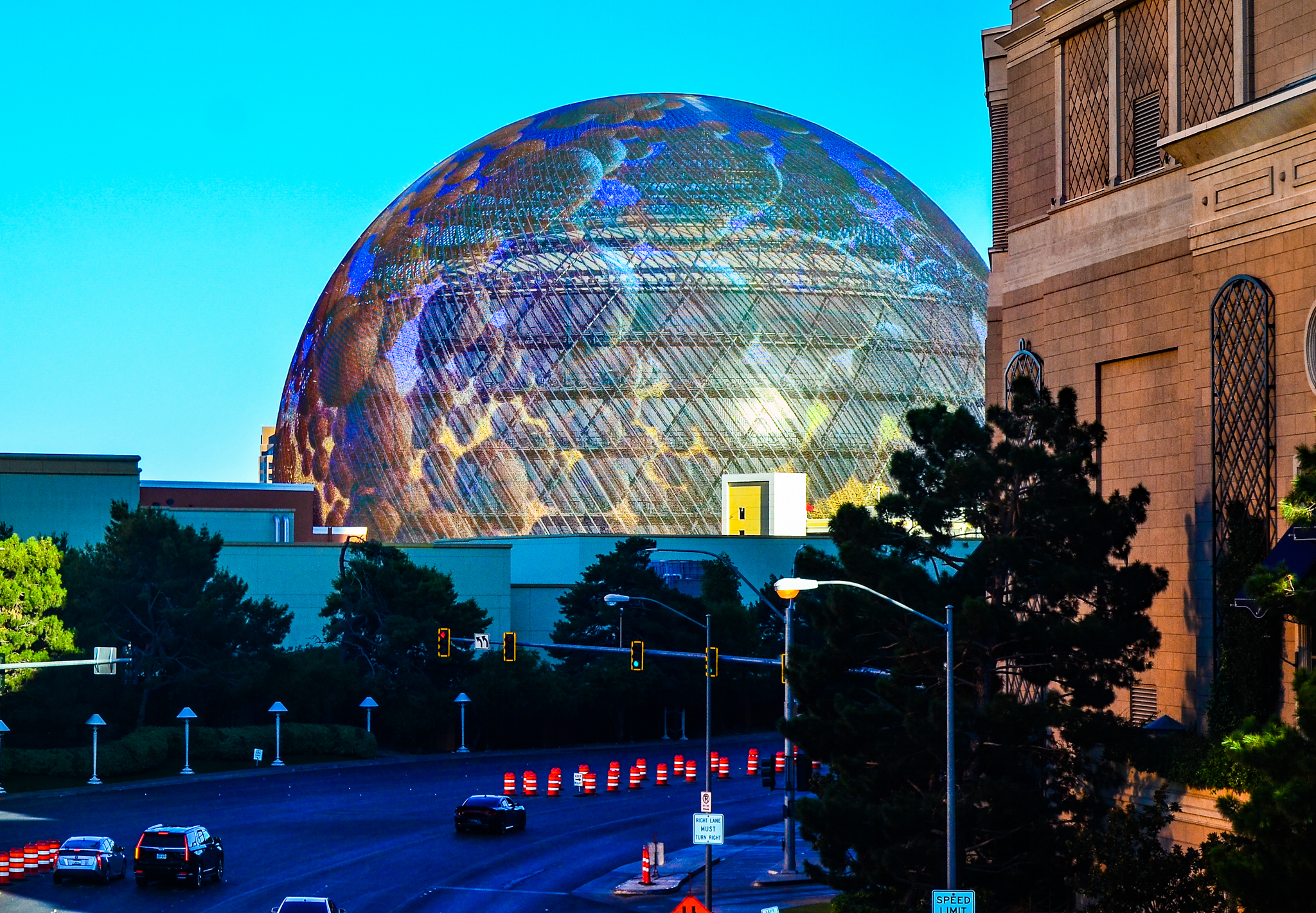
Buitenzijde van de Sphere
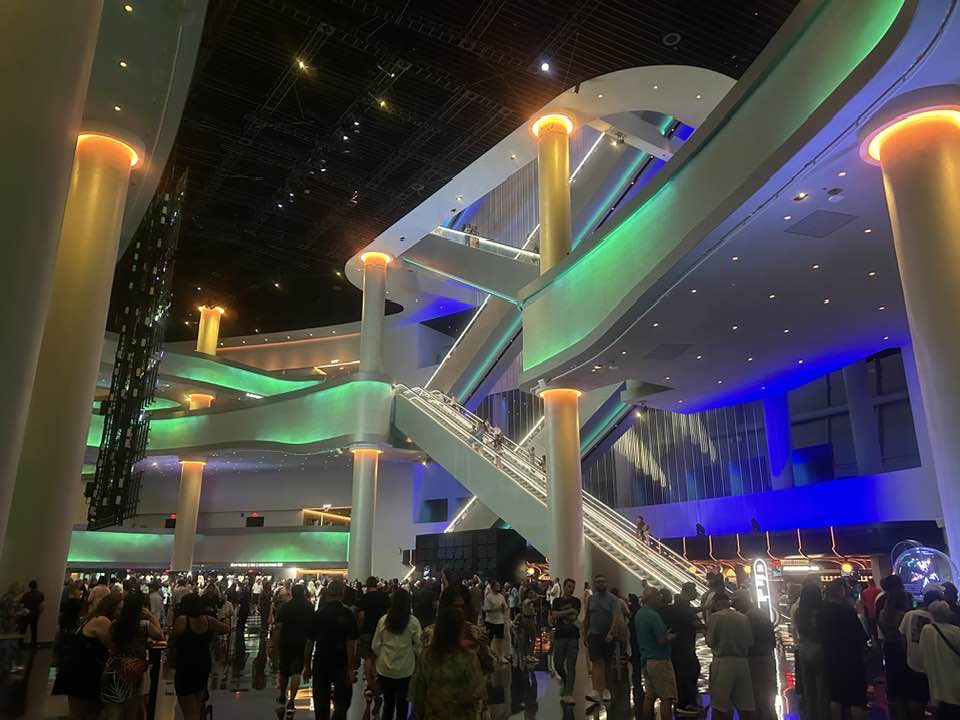
Lobby van de Sphere
Openingsconcert van U2 in de Sphere
Beeldeffecten tijdens het optreden van U2
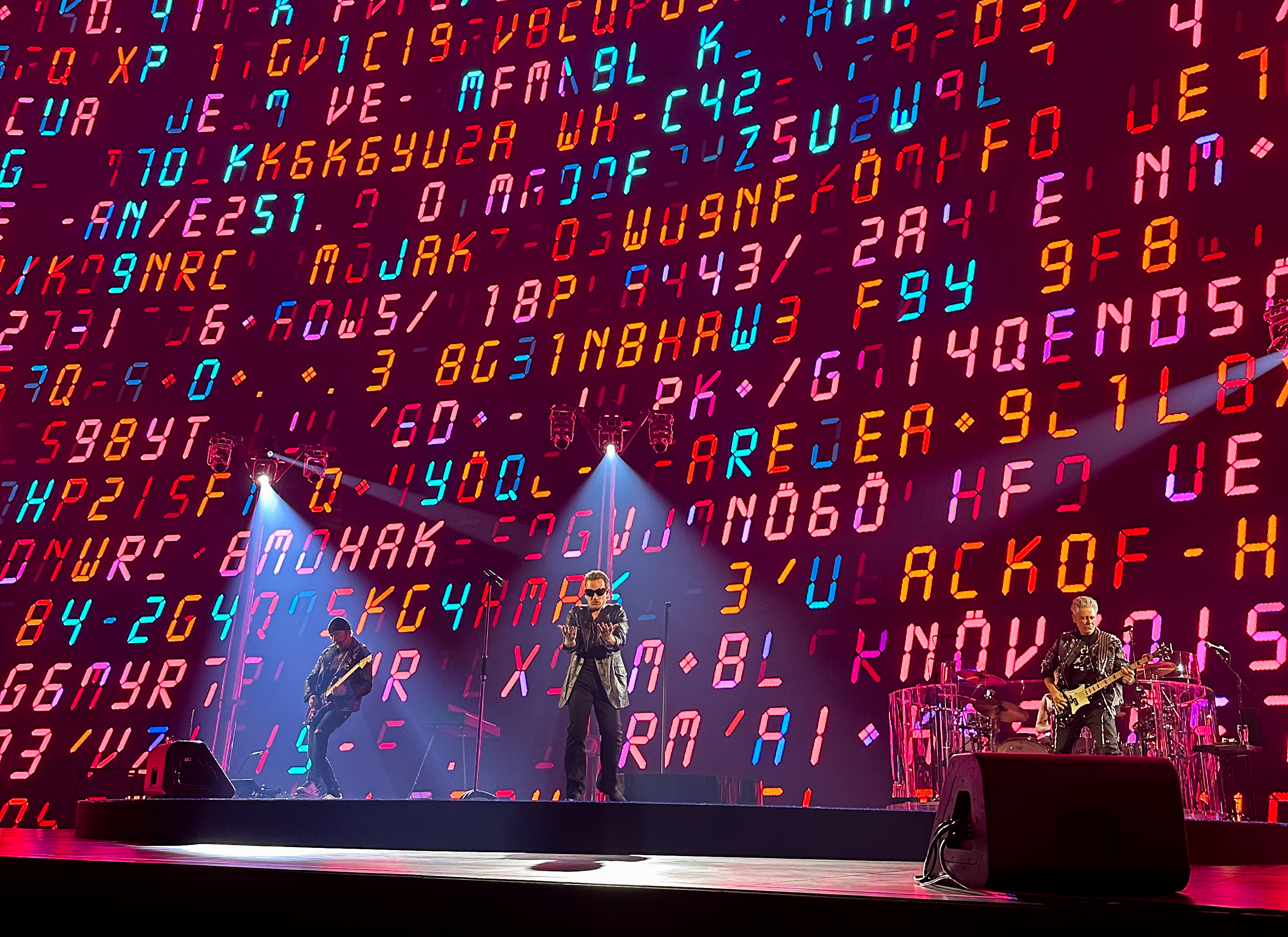
Close-up van het podiumoptreden U2